# Sjuartjärnarna (Svegs socken, Härjedalen, 688954-143051)
Sjuartjärnarna är en sjö i Härjedalens kommun i Härjedalen och ingår i Ljusnans huvudavrinningsområde.